# Ołeh Weremijenko
Ołeh Kostiantynowycz Weremijenko (ukr. Олег Костянтинович Веремієнко, ur. 13 lutego 1999 we Lwowie) – ukraiński piłkarz, grający na pozycji obrońcy.

## Kariera piłkarska

### Kariera klubowa
Wychowanek Wyższej Szkoły Sportowej Karpaty Lwów, barwy której bronił w juniorskich mistrzostwach Ukrainy (DJuFL). 6 sierpnia 2016 roku rozpoczął karierę piłkarską w drużynie Karpaty U-19. 12 lutego 2019 został wypożyczony do FK Kałusz.

### Kariera reprezentacyjna
W 2017 debiutował w juniorskiej reprezentacji U-19. W 2019 został powołany do młodzieżowej reprezentacji Ukrainy.

## Sukcesy i odznaczenia

### Sukcesy reprezentacyjne
- Mistrzostwo świata U-20: 2019

### Odznaczenia
- Order „Za zasługi” III Klasy – 2019[3]
- tytuł Mistrza Sportu Ukrainy – 2019